# Cerkiew Matki Bożej Bolesnej w Przemyślu
Cerkiew i klasztor pw. Matki Bożej Bolesnej w Przemyślu OO. Bazylianów – budynki utworzonego w 1913 w dzielnicy Zasanie staraniem biskupa Kostiantyna Czechowicza klasztoru.

## Historia
Dzieje zakonu OO. bazylianów w Przemyślu sięgają XIII wieku. Pierwsza wzmianka o bazyliańskim klasztorze na Zasaniu pochodzi z roku 1542. W 1786 roku klasztor ten uległ kasacie w wyniku dekretów józefińskich, a działalność zakonna przerwana została aż do roku 1913. W tym roku grupa zakonników osiadła w zakupionym przez siebie budynku przy ul. Salezjańskiej, i w tym samym roku staraniem greckokatolickiego biskupa Konstantyna Czechowicza na Zasaniu powstał dzisiejszy klasztor z kaplicą. W klasztorze zamieszkiwało 10-12 zakonników.
W latach 1933–1935 w bezpośrednim sąsiedztwie budynku klasztornego wzniesiona została monumentalna cerkiew, konsekrowana w 1935 roku pw. Matki Bożej Bolesnej, tworząc z nim jedną całość.
Po wojnie, w 1945 Urząd Bezpieczeństwa nakazał, aby bazylianie opuścili klasztor, który przez krótki czas pozostawał w rękach sióstr zakonnych obrządku łacińskiego, a potem został przejęty przez państwo i przeznaczony na potrzeby Wojewódzkiego Archiwum Państwowego w Przemyślu.
Ojca Romana Justyna, który wbrew nakazowi pozostał w klasztorze, aresztowano 6 kwietnia 1947 roku na ulicy i przekazano władzom sowieckim, które zesłały go na Sybir.
W klasztorze Archiwum umieściło swoje biura, natomiast cerkiew przeznaczono na magazyn akt. Jednocześnie wewnątrz cerkwi wprowadzano "modernizacje": w latach 60. w cerkwi zbudowano masywny strop, natomiast w 80. – dwa nowe sklepienia oraz zbrojone schody i windę. W oficjalnych pismach pojawiło się wówczas sformułowanie, że "obiekt stracił charakter sakralny".
Bazylianie praktycznie od samego początku podejmowali próby odzyskania obiektu. Rząd stale odmawiał tłumacząc, że budynek, zgodnie z obowiązującym prawem polskim, stał się własnością państwa jako majątek poukraiński. Mimo trudności bazylianie zakupili w Przemyślu inny dom, przy ul. Krajowej Rady Narodowej 10 (dzisiaj ul. ks. J. Federkiewicza) i od 1960 podjęli pracę duszpasterską odprawiając msze w kościele Serca Jezusowego. Po przekazaniu obowiązków duszpasterskich w Przemyślu księżom diecezjalnym, pozostał tu tylko jeden bazylianin, o. Borys Bałyk, który do roku 1989 obsługiwał duszpasterstwo greckokatolickie w Jarosławiu.
Archiwum Państwowe użytkowało obiekt do 1 października 1991, kiedy to ponownie przejęli go bazylianie, jednak na mocy ugody między zakonem a Wojewódzkim Archiwum w Przemyślu odstąpiono na pięć lat od przejęcia obiektów, dając Archiwum czas na przygotowanie innego lokalu. 26 października 1996 roku klasztor i cerkiew zostały ostatecznie przekazane zakonowi. Po dokonaniu koniecznych remontów i readaptacji na potrzeby klasztoru, 1 września 1997 zapełnił się on znowu zakonnikami. Prace remontowe w cerkwi zostały ukończone pod koniec 1999. Usunięto 3 żelbetonowe stropy, wewnętrzne schody i windę. Całkowicie odnowiono wnętrze świątyni. Na zewnątrz odbudowano zniszczone schody prowadzące do świątyni, odnowiono elewację i uporządkowano teren dookoła kompleksu.
Cerkiew otrzymała wspaniałe bizantyjskie malowidła w stylu ukraińskim oraz kamienny ikonostas. Autorem koncepcji odbudowy oraz wystroju wnętrz jest Jacek Mermon, architekt z Przemyśla. Malowidła w cerkwi wykonali artyści lwowscy Andrij Dutka i Andrij Wynnyczok. W maju 2000 uroczyście dokonano rekonsekracji świątyni. Aktu tego dokonał metropolita przemyski Kościoła Greckokatolickiego w Polsce Jego Ekscelencja ks. abp Jan Martyniak w towarzystwie księży biskupów Wasyla Medwita, OSBM, z Kijowa oraz Włodzimierza Juszczaka, OSBM, z Wrocławia. Obaj biskupi, jako dawni prowincjałowie Zakonu w Polsce, starali się o zwrot kompleksu oraz prowadzili prace remontowe. Wielki wkład w odbudowę kompleksu wniósł ówczesny przełożony klasztoru o. Tymoteusz S. Fesz, OSBM.

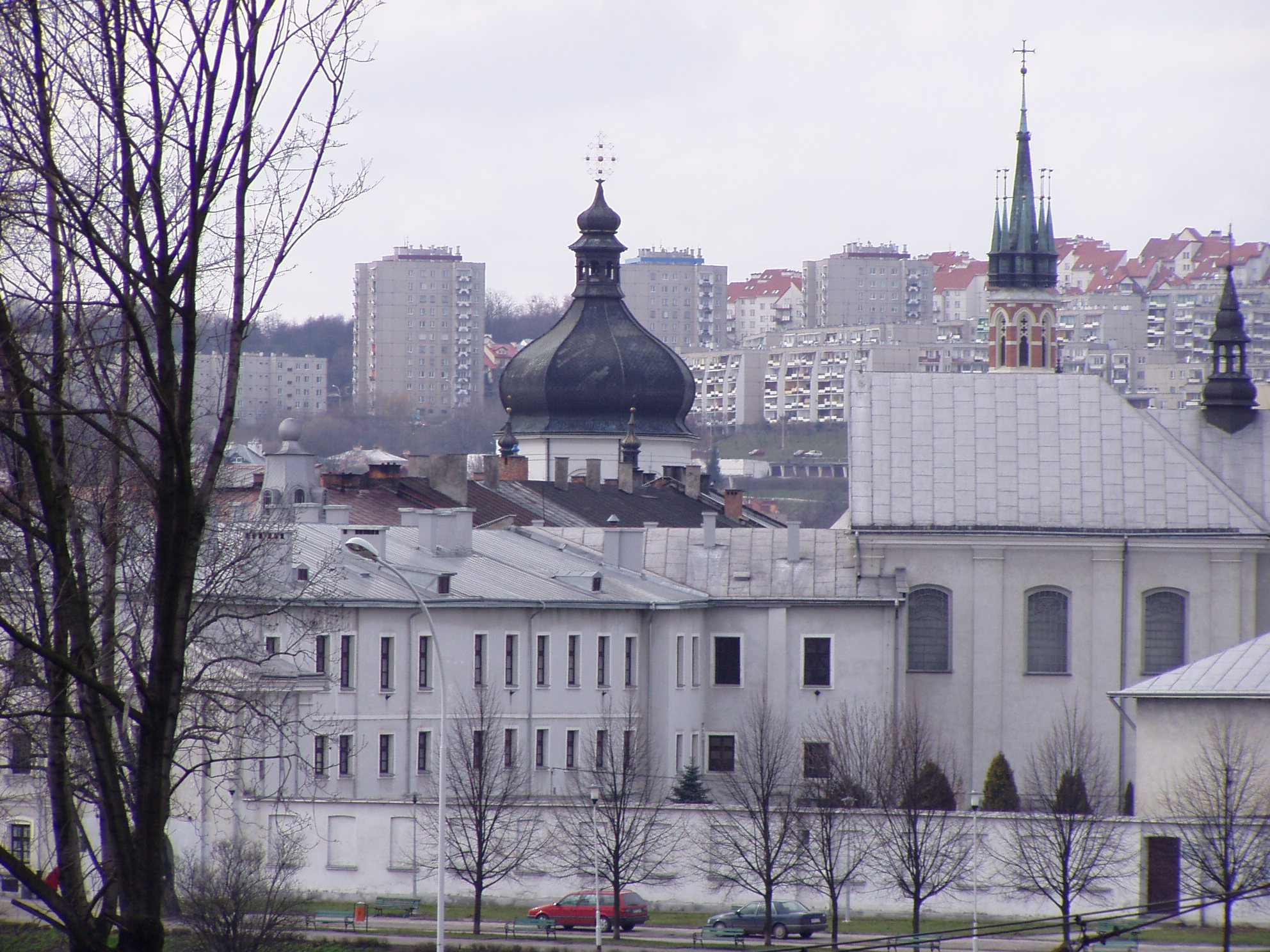
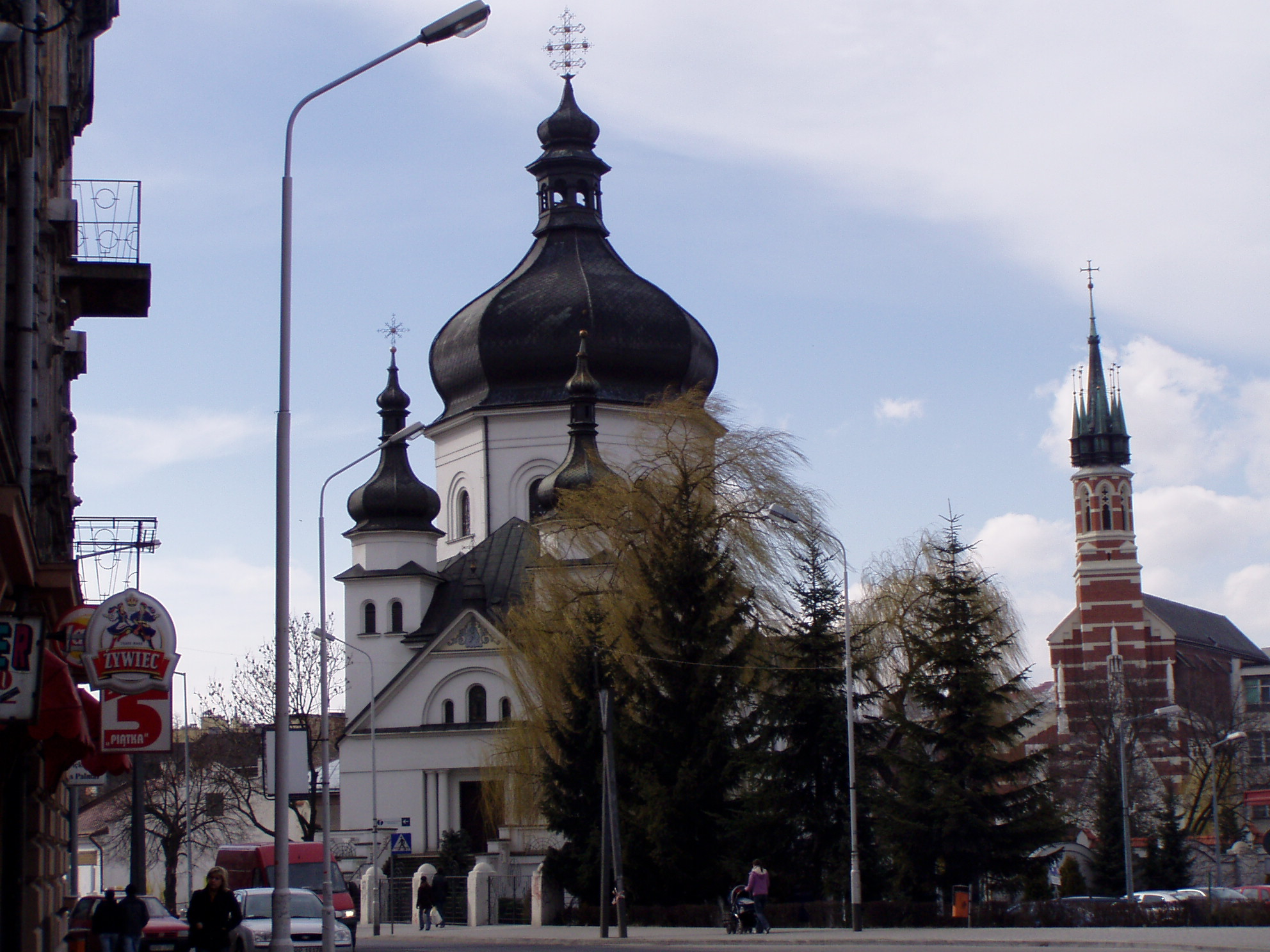
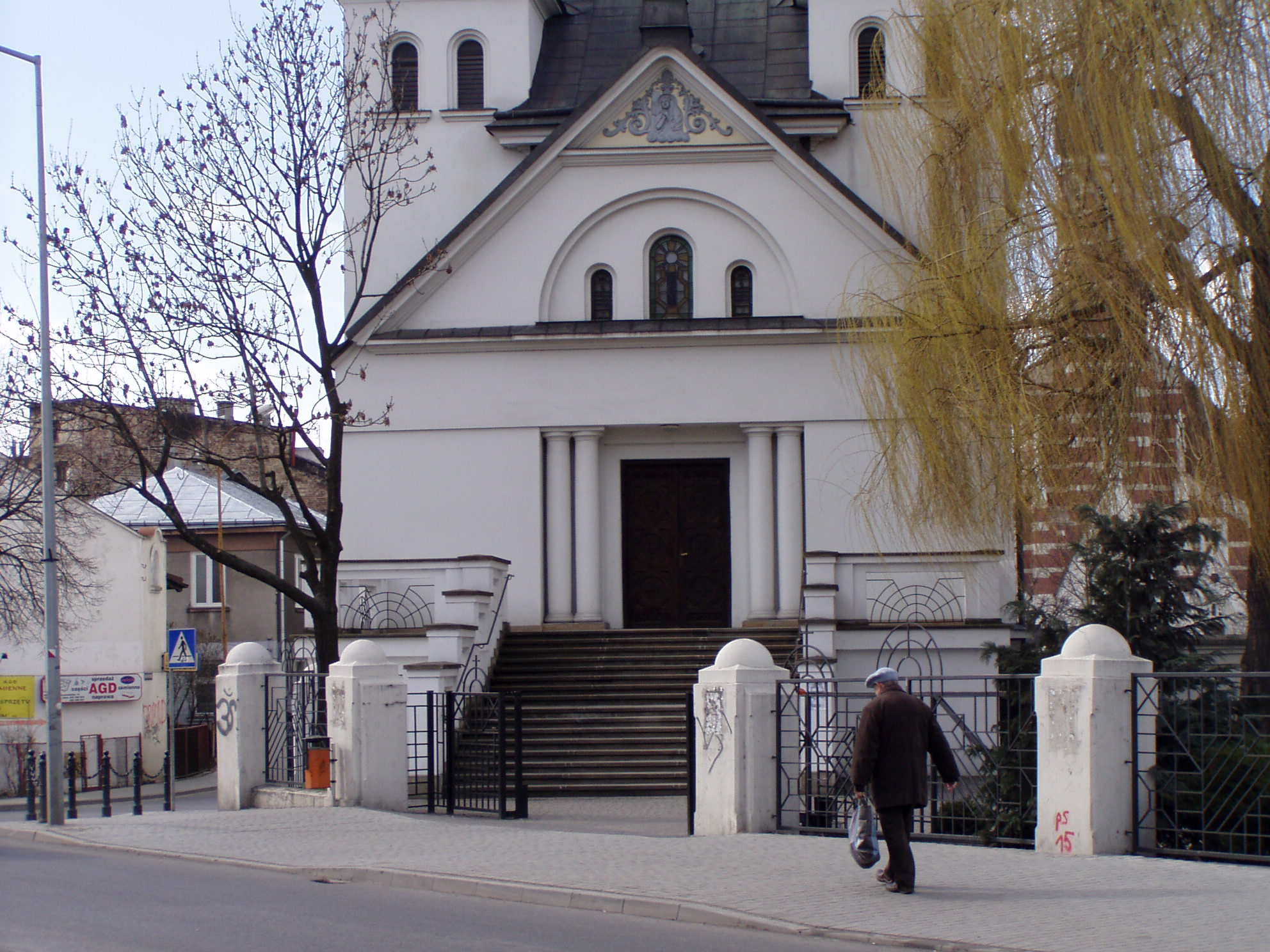
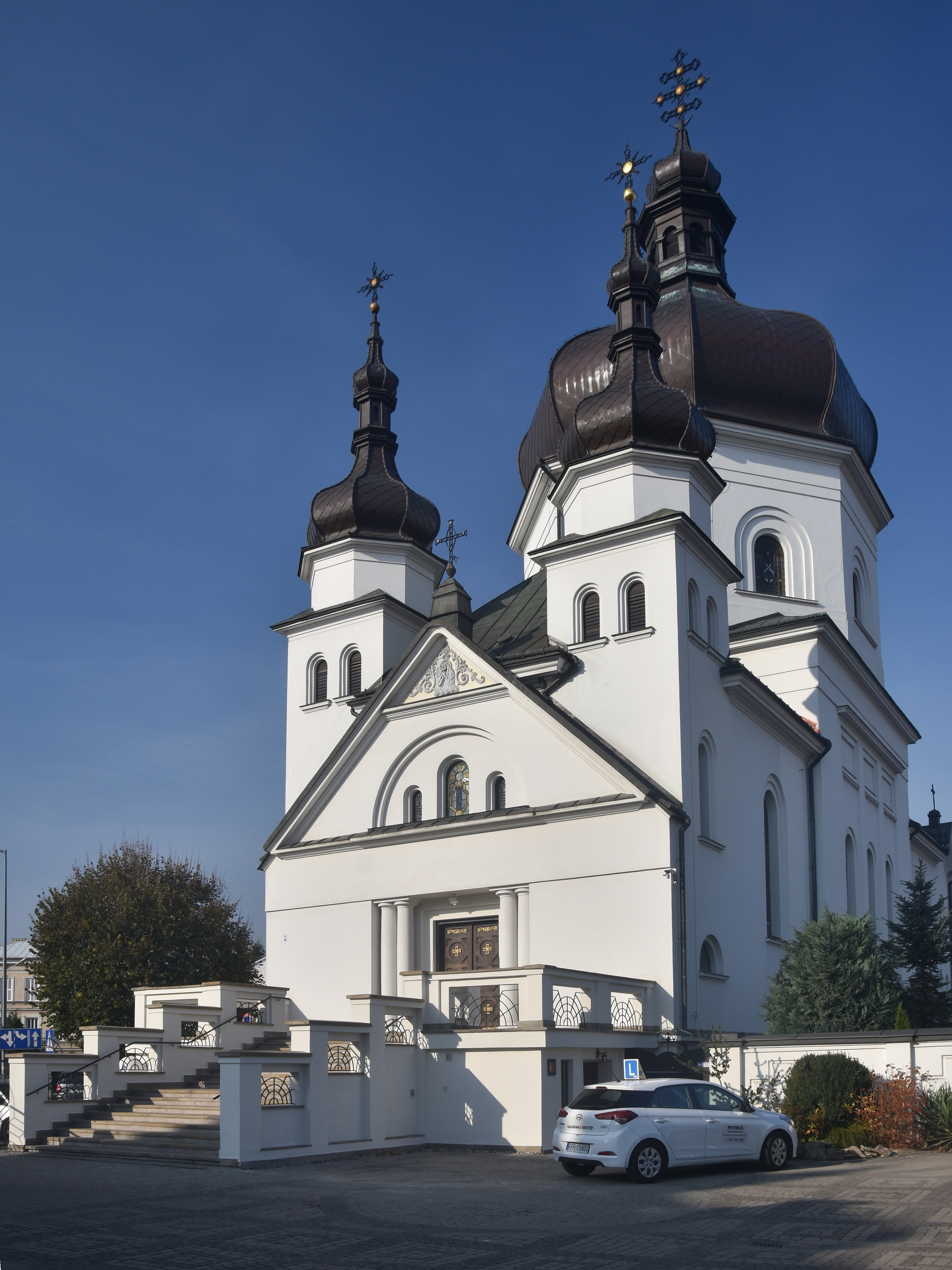